# Lamprologus speciosus
Lamprologus speciosus és una espècie de peix de la família dels cíclids i de l'ordre dels perciformes.

## Morfologia
Els mascles poden assolir els 5 cm de longitud total.

## Distribució geogràfica
Es troba a Àfrica: és una espècie de peix endèmica del sud-oest del llac Tanganyika (República Democràtica del Congo).